# Мома (буква)

Мома (тайск. มอ ม้า) — 33-я буква тайского алфавита. В тайском букваре ассоциирована со словом «ма» - лошадь. По произношению относится к аксонтамдиау, нижнему классу. В словаре раздел буквы мома занимает около 3 процентов. В лаосском алфавите соответствует 20-й букве момеу (кошка). В раскладке тайской клавиатуры соответствует клавише «Б».
Тонирование мома:
| Сиенг саман | Сиенг эк | Сиенг тхо | Сиенг три | Сиенг тьаттава |
| มอ          | หม่อ      | ม่อ        | ม้อ        | หมอ            |

Слова, начинающиеся на мома 2-го и 5-го тона, обозначаются с помощью нечитаемой предписной буквы хонам, поэтому в словаре располагаются в разделе буквы хохип.